# Austriaca
Austriaca ist ein lateinisches Adjektiv im Neutrum Plural, das allgemein verwendet werden kann, um „Österreichisches“ zu bezeichnen. Im Buch- und Bibliothekswesen sind damit Veröffentlichungen aus und über Österreich gemeint. Die Österreichische Nationalbibliothek verzeichnet Austriaca in der Österreichischen Bibliographie. Analog dazu sammeln die Landesbibliotheken Veröffentlichungen aus und über ihre Bundesländer, z. B. Carinthiaca (Kärntner Landesbibliothek), Styriaca (Steiermärkische Landesbibliothek) oder Tirolensia (Universitäts- und Landesbibliothek Tirol).
Mit Auslandsaustriaca bezeichnet man Austriaca, die außerhalb Österreichs verlegt wurden.

## Logisch ähnliche Bezeichnungen
- Germanica
- Helvetica